# Passagenkirche

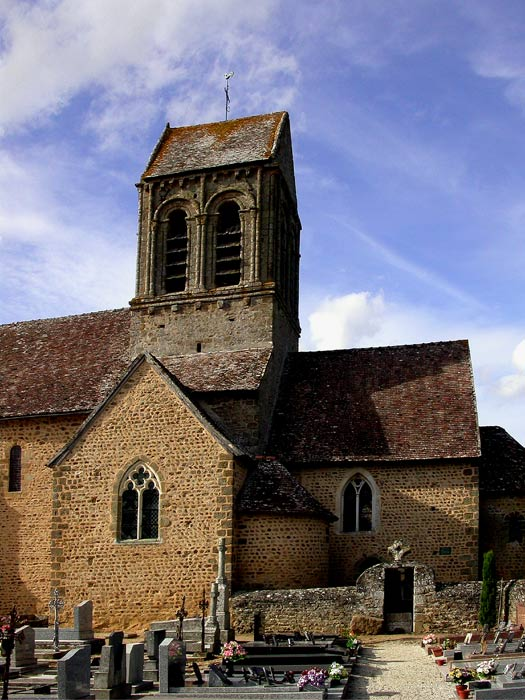
Passagenkirche in Saint-Céneri-le-Gérei

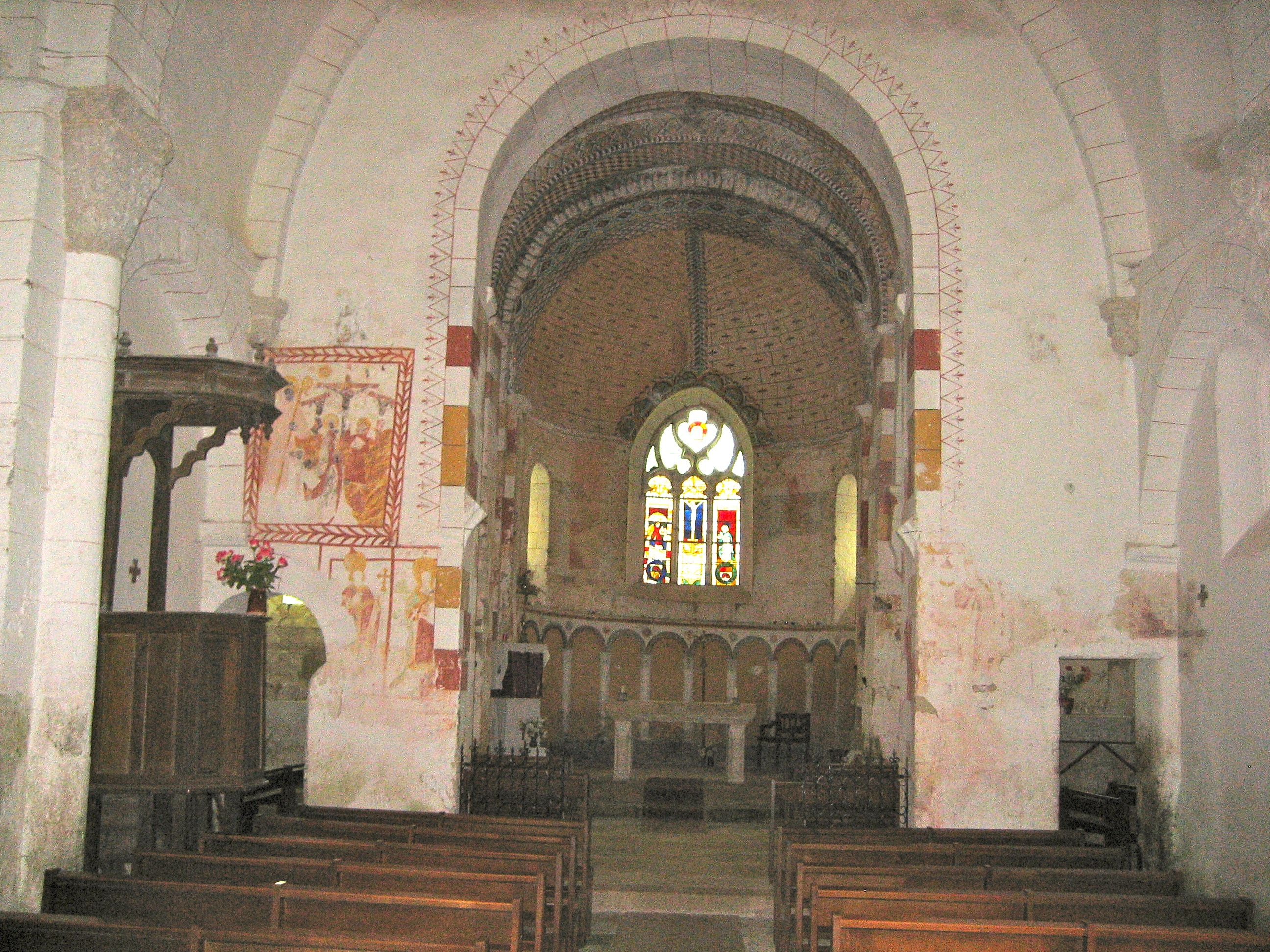
Saint-Georges in Saint-Jeanvrin

Den Ausdruck Passagenkirche (französisch eglise à passages) prägte der Architekturhistoriker Volker Konerding für einen speziellen Kirchenbautyp der romanischen Architektur des 12. Jahrhunderts. Er tritt besonders im Berry im zentralen Frankreich auf; in der französischen Literatur spricht man daher von der Passage berrichon und bezeichnet damit kleine seitliche Durchlässe, die vom Langhaus zum Chor oder Querschiff führen. Das Verbreitungsgebiet dieses Bautyps reicht von der Bretagne im Westen bis zur Schweizer Grenze im Osten.
Bei der Passagenkirche, wie Konerding sie herausgearbeitet hat, steht der Vierungsturm zwischen den Wänden des erheblich breiteren Langhauses, eines breiten Chores und den abgetrennten Querhäusern. Der Chor und die Querhäuser sind eingewölbt, während das Langhaus eine Flachdecke oder einen offenen Dachstuhl besitzt. Das Querhaus steht manchmal nur unwesentlich über das Langhaus hervor (z. B. Martigny-le-Comte).
Eine Passagenkirche wird durch die passages berrichons charakterisiert, die zwischen dem Hauptschiff und den Querarmen vermitteln. Diese Kirchenform erinnert an römische Triumphbögen und ihre Räume wirken autark. Ein Beispiel einer solchen Kirche ist die komplett erhaltene Dreiapsidenkirche Saint-Céneri-le-Gérei im gleichnamigen Ort in der Normandie. Die nicht mehr erhaltene Kirche „Notre-Dame de l’Infirmerie“ in Cluny (in alten Plänen südöstlich der Abteikirche zu erkennen) könnte eine solche Passagenkirche gewesen sein, zumal die meisten von Konerding identifizierten Passagenkirchen von Cluny abhängig erbaut wurden.
Der Kunsthistoriker Hermann Hipp hat 2013 angeregt, den Hamburger Kleinen Michel – die Kirche St. Ansgar und St. Bernhard – in seinem Grundriss als Passagenkirche zu interpretieren. Der ausführende Pariser Architekt Jean-Charles Moreux (1889–1956) war durch ein von ihm verfasstes Standard-Werk zur Architekturgeschichte als Fachmann ausgewiesen und hat 1952/1953 Verweise auf die Romanik in Burgund intendiert und diesem Hamburger Kirchbau eine Gestalt gegeben, die mit ihrem einen Hauptschiff auf einen Bogen zuläuft, der zu beiden Seiten von Passagen begleitet wird.

## Einzelbelege
1. ↑  Verbreitungskarte bei Jacques Mallet: Le type d'églises à passages en Anjou. Essai d'interprétation. In: Cahiers de civilisation médiévale, 25 (n°97), Janvier-mars 1982. S. 49–62 (Online), hier S. 61.
2. ↑  https://journals.openedition.org/cem/docannexe/image/12661/img-1.jpg
3. ↑  Jean-Charles Moreux in der französischsprachigen Wikipedia; die Originalakten des Kleinen Michel finden sich im Archives d’architecture du XXe
siècle, fonds Moreux, Paris; https://archiwebture.citedelarchitecture.fr/
4. ↑  https://www.kleiner-michel.de/assets/templates/kleinermichel/images/veranstaltungen/Bautagebuch_2012_ff/130730_19530114_Moreux_Schnitt-Chorraum.jpg Originalzeichnung des Bogens – Schnitt Kleiner Michel 1953